# Норт Трој (Вермонт)
Норт Трој (енгл. North Troy) град је у америчкој савезној држави Вермонт.

## Демографија
По попису из 2010. године број становника је 620, што је 27 (4,6%) становника више него 2000. године.
| Група             | 2000.       | 2010.       |
| Белци             | 585 (98,7%) | 602 (97,1%) |
| Афроамериканци    | 0 (0,0%)    | 0 (0,0%)    |
| Азијати           | 2 (0,3%)    | 0 (0,0%)    |
| Хиспаноамериканци | 0 (0,0%)    | 6 (1,0%)    |
| Укупно            | 593         | 620         |